# Dallas Wings
Dallas Wings é um time feminino da Women's National Basketball Association (WNBA) sediado em Arlington, Texas, na região metropolitana de Dallas. Fundada como Detroit Shock na temporada inaugural da WNBA em 1998, em 2009 a equipe se mudou para  Oklahoma, sendo rebatizada Tulsa Shock. Em 2015, a equipe se mudou para o Texas.